# Zhenge
Zhenge, född okänt år, död 1327, var en kinesisk kejsarinna, gift med Külüg khan. 
Hon var dotter till Bengbula och dotterdotter till Tuolian. Hennes faster Tegülün Khatun hade varit gift med Kublai Khan. 
Hennes make blev kejsare 1307. Hon mottog titeln kejsarinnan 1310. Paret fick inga barn. Hon blev änka 1311. År 1313 lämnade hon hovet för att bli buddhistnunna. 
Hon avled 1327 och begrovs då bredvid sin förra make. 